# Milwaukee
Milwaukee (engl. Aussprache [mɪlˈwɔːki]) ist die größte Stadt im US-amerikanischen Bundesstaat Wisconsin. Im Jahr 2020 hatte die Stadt 577.222 Einwohner. Milwaukee ist das Zentrum der Metropolregion Milwaukee, die mit über 1,7 Millionen Einwohnern den größten Ballungsraum in Wisconsin bildet. Der Name „Milwaukee“ stammt womöglich aus der Algonkin-Sprache der Potawatomi (minwaking) oder Ojibwe (ominowakiing) und bedeutet „Versammlungsort (am Wasser)“.

## Geographie

### Geographische Lage
Milwaukee liegt am Westufer des Lake Michigan an der Mündung dreier Flüsse: dem Menomonee River, dem Kinnickinnic River und dem Milwaukee River.

### Klima
|                       | Jan   | Feb  | Mär  | Apr  | Mai  | Jun  | Jul  | Aug  | Sep  | Okt  | Nov  | Dez  |   |       |
| Mittl. Tagesmax. (°C) | −3,3  | −1,1 | 4,7  | 11,6 | 17,9 | 23,8 | 26,6 | 25,4 | 21,4 | 14,8 | 7,1  | −0,4 | ⌀ | 12,4  |
| Mittl. Tagesmin. (°C) | −11,3 | −8,9 | −3,2 | 2,1  | 7,1  | 12,8 | 16,7 | 16,0 | 11,6 | 5,4  | −0,7 | −8,1 | ⌀ | 3,3   |
|                       |       |      |      |      |      |      |      |      |      |      |      |      |   |       |
| Niederschlag (mm)     | 40,6  | 36,8 | 67,8 | 88,9 | 72,1 | 82,3 | 88,1 | 89,7 | 85,9 | 61,2 | 63,8 | 59,2 | Σ | 836,4 |
|                       |       |      |      |      |      |      |      |      |      |      |      |      |   |       |
| Regentage (d)         | 7,0   | 6,1  | 8,8  | 9,5  | 8,7  | 8,1  | 7,3  | 7,6  | 7,2  | 7,2  | 7,5  | 8,3  | Σ | 93,3  |

| −11,3 |

| −8,9 |

| −3,2 |

| 2,1 |

| 7,1 |

| 12,8 |

| 16,7 |

| 16,0 |

| 11,6 |

| 5,4 |

| −0,7 |

| −8,1 |

| −11,3 |

| −8,9 |

| −3,2 |

| 2,1 |

| 7,1 |

| 12,8 |

| 16,7 |

| 16,0 |

| 11,6 |

| 5,4 |

| −0,7 |

| −8,1 |

## Geschichte

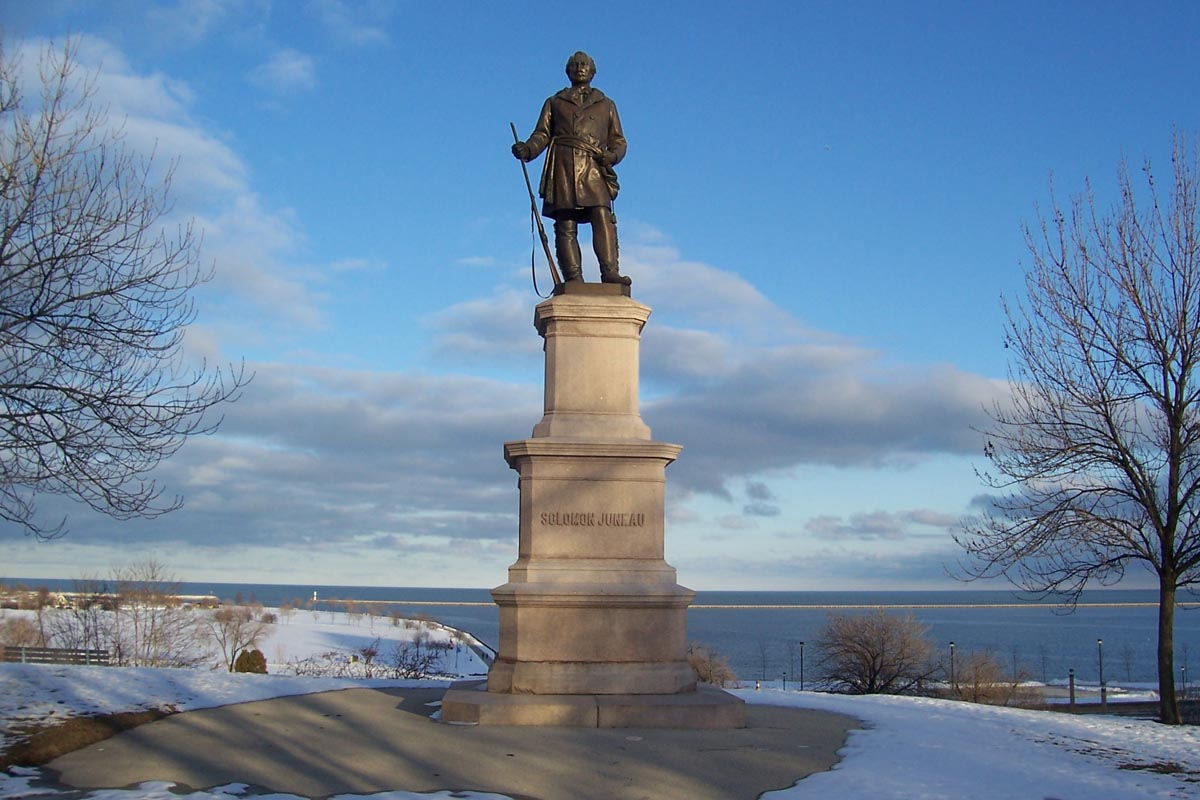
Statue von Solomon Juneau im Juneau Park

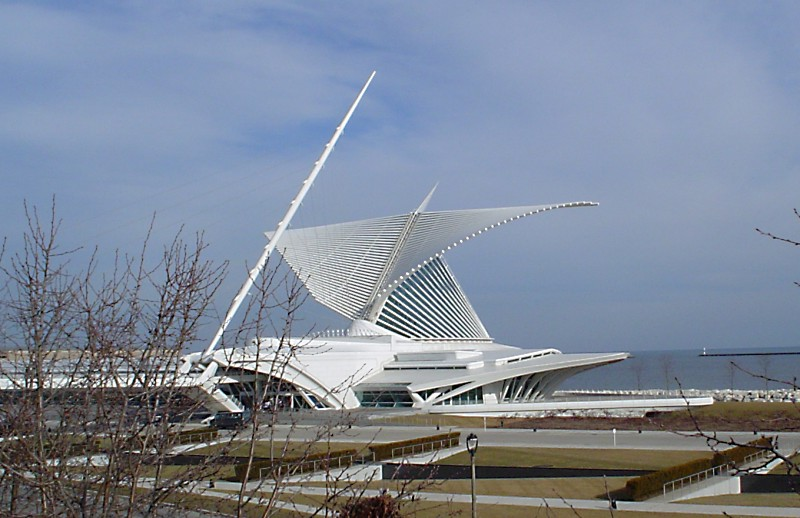
Erweiterungsbau des Kunstmuseums Milwaukee

Erster Siedler in Milwaukee war im Jahr 1785 der Frankokanadier Alexis Laframboise, der dort einen Handelsposten eröffnete. Von 1818 bis 1834 gründeten in der Gegend Byron Kilbourn, Solomon Juneau und George H. Walker jeweils eigene Siedlungen, die sich zum Teil gewalttätige Auseinandersetzungen lieferten, wie im Jahr 1845 den Milwaukee Bridge War. Mit dem Hintergrund, diese Feindseligkeiten zu beenden, wurde am 31. Januar 1846 durch die Vereinigung der drei Ortschaften Walker's Point, Juneautown und Kilbourntown Milwaukee gegründet.
Die Entwicklung der Stadt wurde im 19. Jahrhundert durch den starken Zuzug deutscher Einwanderer geprägt. Vor allem nach der gescheiterten Revolution von 1848 zog es viele enttäuschte und verfolgte Deutsche in diesen Teil der USA, der erst kurz zuvor zur Besiedlung freigegeben worden war. Zwischen 1840 und 1880 nahm die Bevölkerung Milwaukees alle zehn Jahre um 70 bis 80 Prozent zu. Nach Angaben von Samuel Freemans The Emigrant Handbook gab es 1851 sechs deutschsprachige Zeitungen in der Stadt. Auch der deutsche Revolutionär und Politiker Carl Schurz lebte kurze Zeit in Milwaukee. Im Jahre 1890 betrug der Anteil der deutschstämmigen Bevölkerung 69 %.
Gegen Ende des 19. Jahrhunderts litt Milwaukee zunehmend unter Problemen der Abwasserentsorgung. Das direkt in die Flüsse und in den Michigansee eingeleitete Schmutzwasser verunreinigte das Trinkwasser aus dem See, was 1909 zu einer schweren Typhus-Epidemie führte. Abhilfe wurde durch die 1926 in Betrieb genommene Jones Island Sewage Plant geschaffen, die erste Großkläranlage einer amerikanischen Stadt, die das Belebtschlammverfahren anwendete.
Ein Erbe dieser Einwanderergeneration bestand in dem ausgeprägten Gemeinsinn der Bürger Milwaukees. Die Stadt galt in sozialen Belangen als sehr fortschrittlich und wurde im 20. Jahrhundert über weite Strecken sogar sozialistisch regiert. Dem deutschen Hang nach Biergartengemütlichkeit wird die Einrichtung einer Parkkommission im Jahre 1880 zugeschrieben, die dafür sorgte, dass viele Grünflächen von der Besiedlung verschont blieben. Auch wurde das Seeufer landschaftlich gestaltet und für jeden zugänglich erhalten. Die Stadt galt beispielhaft für ihren öffentlichen Nahverkehr.
Die Großbrauereien Pabst, Schlitz, Stroh und Miller trugen Milwaukee den Ruf der amerikanischen Bierhauptstadt ein. Größere Restaurants warten mit eigenen Brauereien auf und so gibt es in Milwaukee für fast jeden Geschmack ein Bier.
Zu den im 20. Jahrhundert geschaffenen Wahrzeichen der Stadt zählen die Basilika St. Josaphat der polnischen Siedler als größte Kirche der Stadt und der Tripoli Shrine Temple, ein nach dem Vorbild des Taj Mahal geschaffenes orientalisierendes Gebäude der freimaurerischen Organisation Shriners. Mit dem Erweiterungsbau des Kunstmuseums, der 2001 von Santiago Calatrava fertiggestellt wurde, kann Milwaukee mit einer neuen architektonischen Attraktion aufwarten.
1993 kam es zu einer Epidemie von Kryptosporidien, bei der rund 300.000 Einwohner erkrankten. Sie wurde vermutlich durch einen technischen Defekt in einer Kläranlage ausgelöst, obwohl die durch den Milwaukee Metropolitan Sewerage District betriebene Abwasserentsorgung als vorbildlich gilt.

## Bevölkerung
Nach der Volkszählung im Jahr 2010 lebten in Milwaukee 594.833 Menschen in 230.221 Haushalten. Die Bevölkerungsdichte betrug 2390,8 Einwohner pro Quadratkilometer. In den 230.221 Haushalten lebten statistisch je 2,5 Personen.
Ethnisch betrachtet setzte sich die Bevölkerung zusammen aus 44,8 Prozent Weißen, 40,0 Prozent Afroamerikanern, 0,8 Prozent amerikanischen Ureinwohnern, 3,5 Prozent Asiaten sowie 7,5 Prozent aus anderen ethnischen Gruppen; 3,4 Prozent stammten von zwei oder mehr Ethnien ab. Unabhängig von der ethnischen Zugehörigkeit waren 17,3 Prozent der Bevölkerung spanischer oder lateinamerikanischer Abstammung.
27,1 Prozent der Bevölkerung waren unter 18 Jahre alt, 64,0 Prozent waren zwischen 18 und 64 und 8,9 Prozent waren 65 Jahre oder älter. 51,8 Prozent der Bevölkerung waren weiblich.
Milwaukee wurde geschichtlich bedingt stark von deutschen Einflüssen geprägt. Um 1880 waren ca. 27 % der Einwohner der Stadt gebürtige Deutsche. Bis heute gibt es nach Angaben von „visitmilwaukee.org“ das traditionelle Stadtfest „German Fest“.
Das mittlere jährliche Einkommen eines Haushalts lag bei 35.823 USD. Das Pro-Kopf-Einkommen betrug 19.199 USD. 28,3 Prozent der Einwohner lebten unterhalb der Armutsgrenze.

## Politik

### Bürgermeister
Bürgermeister von Milwaukee ist seit 2021 Cavalier Johnson. Sein Vorgänger war von 2004 bis 2021 der Demokrat Tom Barrett, zuvor Abgeordneter im Repräsentantenhaus der Vereinigten Staaten. Barrett kandidierte bei den Midterm Elections im November 2010 für das Amt des Gouverneurs von Wisconsin, unterlag jedoch dem Kandidaten der Republikaner, Scott Walker. Barrett trat nach über 17 Jahren im Amt im Dezember 2021 zurück, um Botschafter der Vereinigten Staaten in Luxemburg zu werden. Sein Nachfolger wurde Johnson, der zuvor Stadtrat in Milwaukee gewesen war. Er wurde in der Nachwahl im April 2022 als erster afroamerikanischer Bürgermeister der Stadt bestätigt. Bei der regulären Wahl im April 2024 wurde Johnson für eine volle Amtszeit wiedergewählt.
Milwaukee war die erste Großstadt in den Vereinigten Staaten mit einem sozialistischen Bürgermeister: Emil Seidel regierte die Stadt von 1910 bis 1912. Mit Daniel Hoan (1916–1940) und Frank P. Zeidler (1948–1960) stellte die Sozialistische Partei zwei weitere Bürgermeister.

### Städtepartnerschaften
Milwaukee unterhält eine Städtepartnerschaft mit den acht folgenden Städten:
- Galway, Irland seit 21. Dezember 2001, erneuert 24. März 2009
- uMhlathuze, Südafrika seit 1. Mai 2008
- Medan, Indonesien seit 30. Oktober 2014
- Zadar, Kroatien seit 11. Mai 2015
- Bomet, Kenia seit 19. November 2015
- Tarime, Tansania seit 7. November 2016
- Daegu, Südkorea seit 23. August 2017
- Irpin, Ukraine seit 15. März 2018

## Kultur und Sehenswürdigkeiten

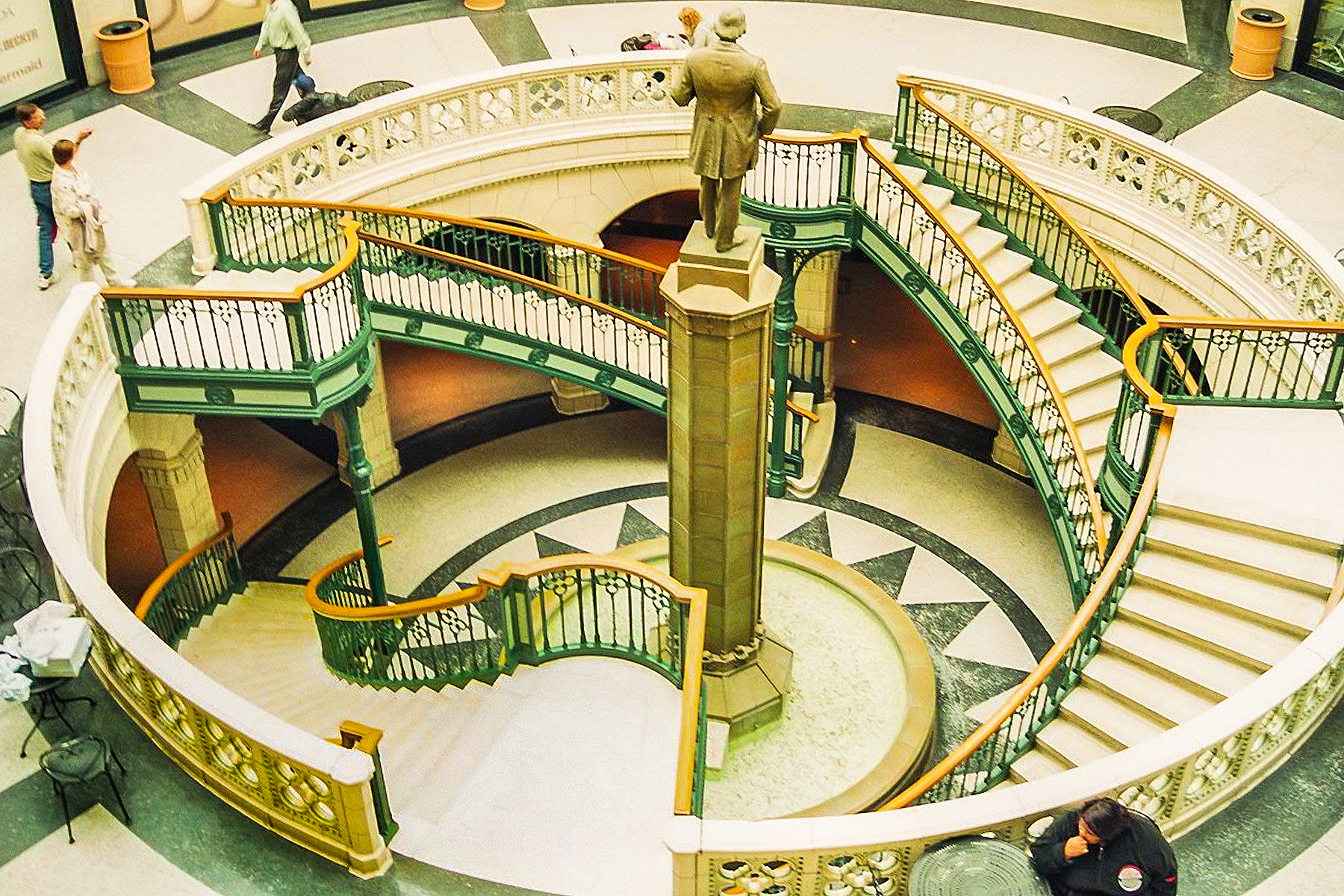
Historische Grand Mall

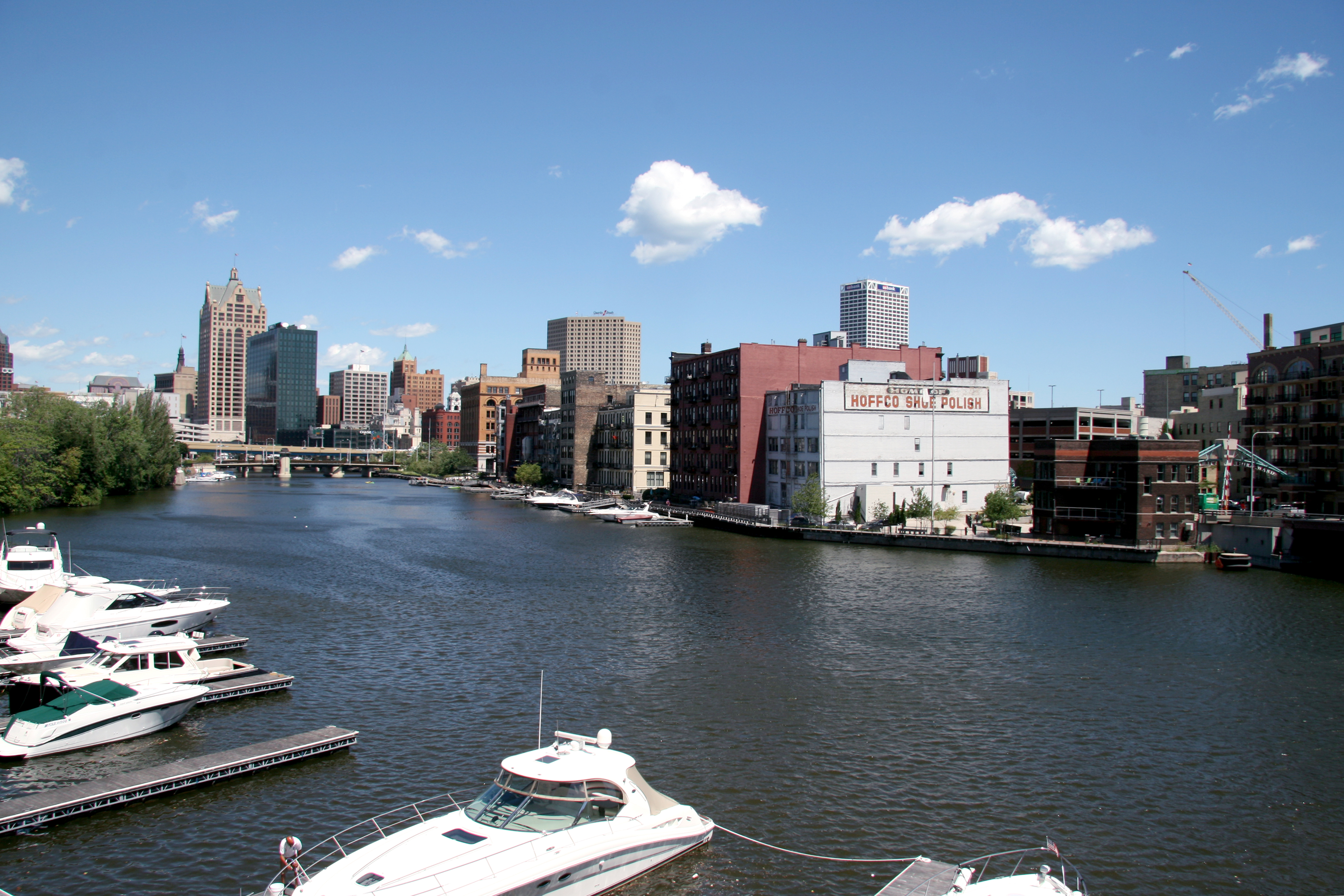
Milwaukee River in Milwaukee

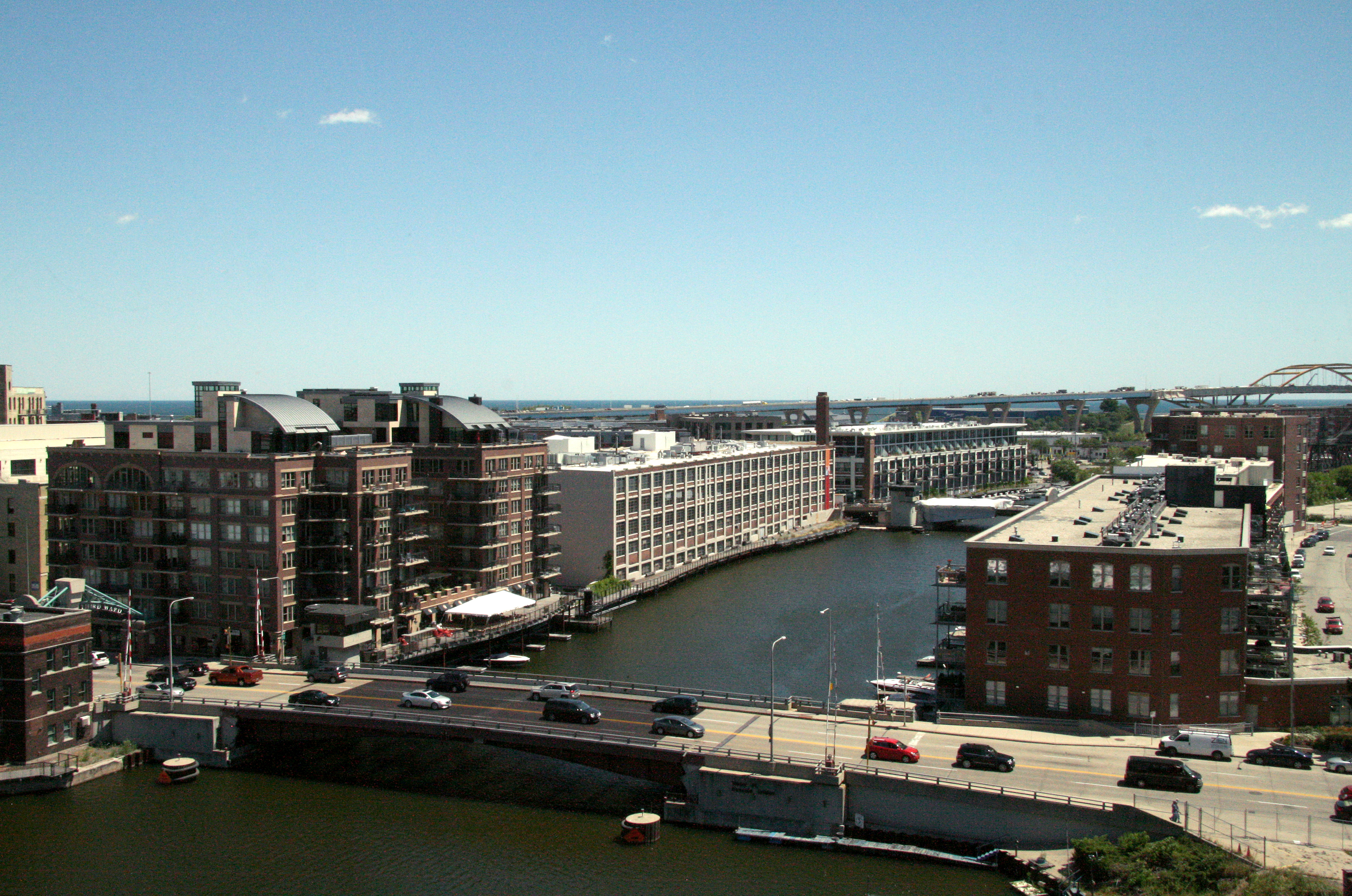
Milwaukee River in Milwaukee kurz vor der Mündung in den Michigansee

### Bildung

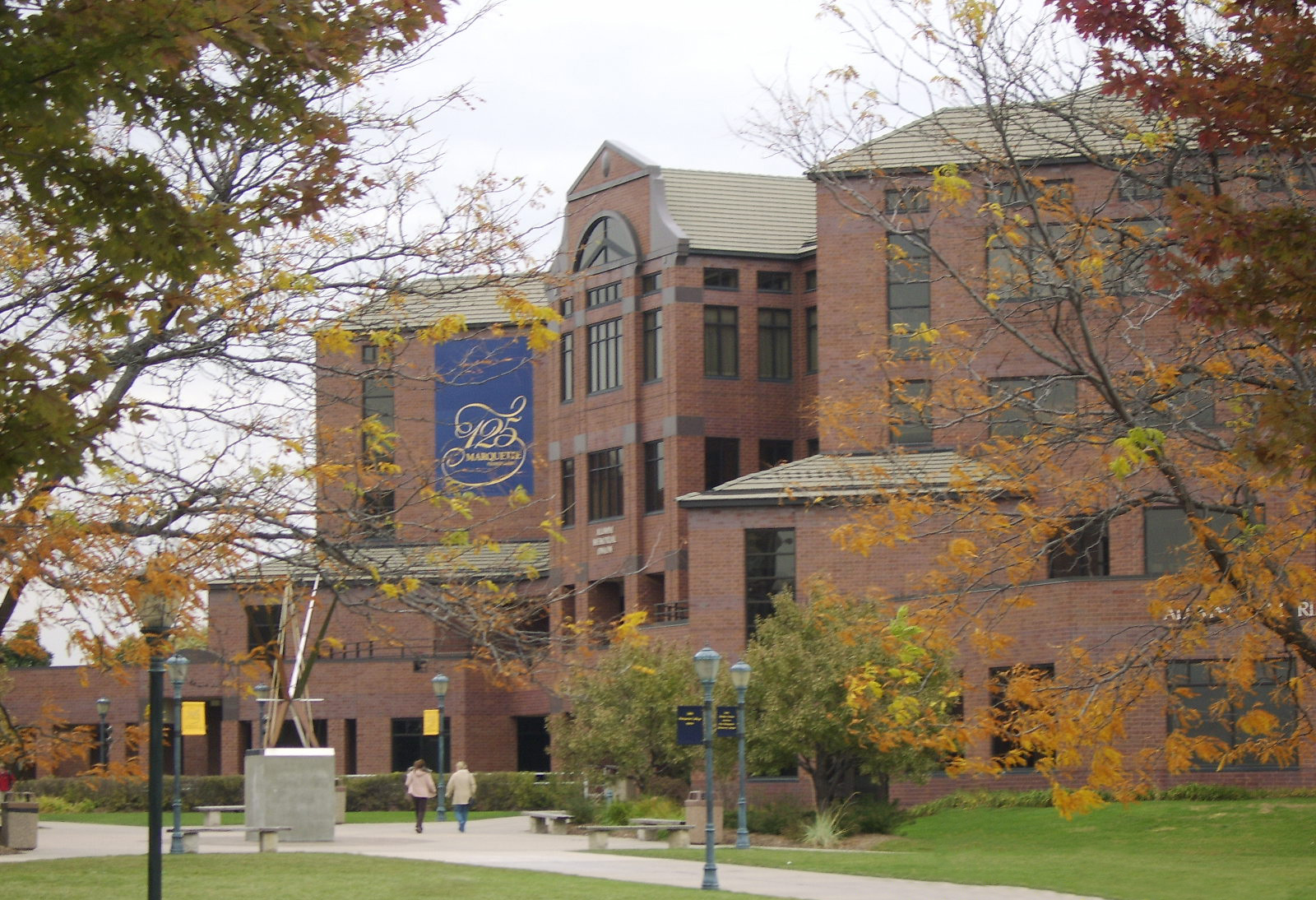
Campus der Marquette University im Zentrum von Milwaukee

Es gibt mehrere Hochschulen, u. a. die MSOE und die UWM (University of Wisconsin–Milwaukee), und Marquette University.

### Architektur

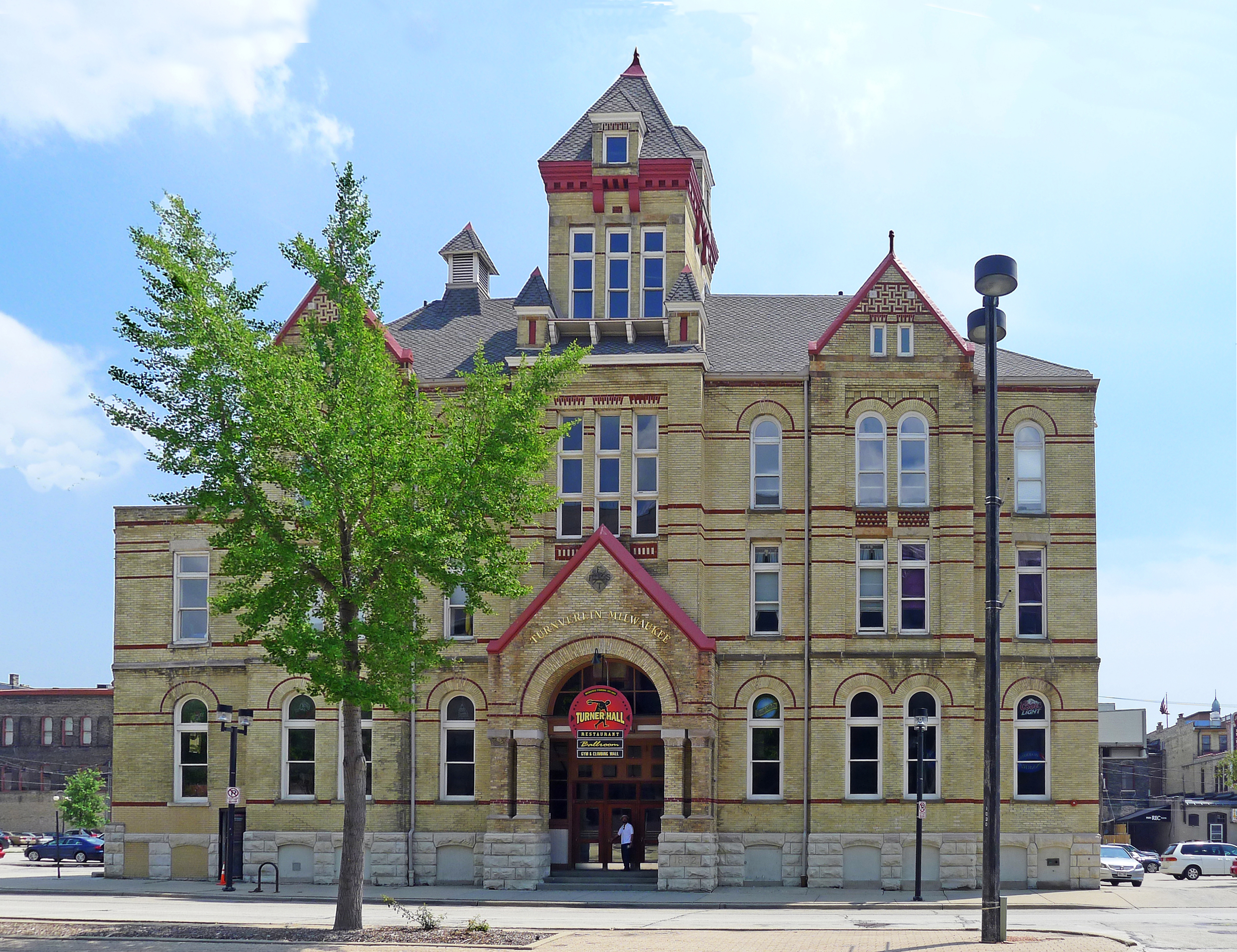
Turner Hall

- Turner Hall – 1882–83 errichtetes Vereinshaus eines deutschamerikanischen Turnvereins und National Historic Landmark

### Museen
Das zur Milwaukee School of Engineering gehörende Grohmann Museum ist das größte dem Thema Arbeit gewidmete Museum der Welt.

### Musik
Bekannte Musiker aus Milwaukee sind der siebenmalige Grammy-Gewinner Al Jarreau, der mit der Band Genesis zusammenarbeitende Gitarrist Daryl Stuermer, Greg Koch und die ehemalige High-School-Band Violent Femmes.

### Sport

#### Vereine
- Milwaukee Brewers (Baseball, MLB)
- Milwaukee Bucks (Basketball, NBA)
- Milwaukee Admirals (Eishockey, AHL)

#### Rennstrecken
- Milwaukee Mile (Motorsport, IndyCar) – die älteste noch genutzte Ovalrundstrecke der USA, eröffnet 1903

### Zoo
- Milwaukee County Zoo

### Regelmäßige Veranstaltungen

Jazz in the Park

Einmal im Jahr, vom letzten Donnerstag im Juni bis zum ersten Sonntag nach dem 4. Juli, findet in Milwaukee mit dem elftägigen Summerfest das weltgrößte Musikfestival statt. In der Sommerzeit kann man überall in Milwaukee auch kostenlose Konzerte besuchen. Eines der schönsten jährlichen freien Konzerte ist 'Jazz in the Park' im Cathedral Square Park. Der Cathedral Square Park wird dann zu einem Picknick mit Jazz. Darüber hinaus gibt es eine Reihe weiterer Feste und Feiern, mit denen das kulturelle Erbe der jeweiligen Einwanderer und Ureinwohner gefeiert wird. Die Festivalsaison beginnt Anfang Juni mit dem Riversplash und setzt sich fort mit dem PrideFest (Festival der LGBT-Gemeinde), Polish Fest, Festa Italiana, German Fest, African World Festival, Arab World Fest, Irish Fest, Mexican Fiesta, und Indian Summer. Asian Moon gehörte auch zur Festsaison, findet aber seit 2005 nicht mehr statt, und es ist unklar, ob es überhaupt wieder stattfinden wird.

## Wirtschaft und Infrastruktur
Die Metropolregion von Milwaukee erbrachte 2016 ein Bruttoinlandsprodukt von 100,9 Milliarden US-Dollar und belegte damit Platz 38 unter den Großräumen der USA. Die Arbeitslosenrate in der Metropolregion betrug 2,8 Prozent und lag damit unter dem nationalen Durchschnitt von 3,8 Prozent (Stand: März 2018). Das persönliche Pro-Kopf Einkommen liegt 2016 bei 51.444 US-Dollar, womit Milwaukee ein leicht überdurchschnittliches Einkommensniveau besitzt.

### Unternehmen

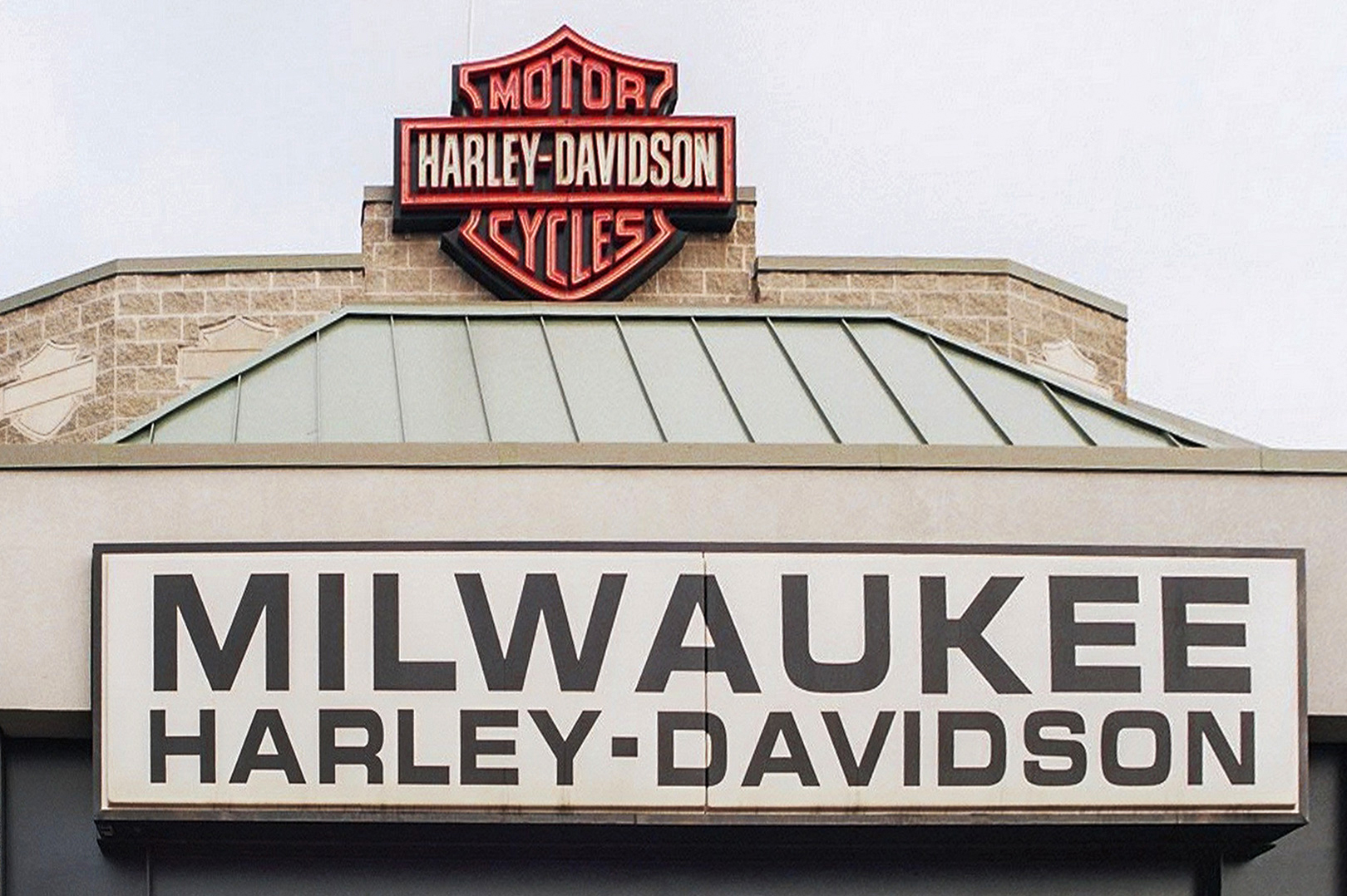
Harley-Davidson Store in Milwaukee, Wisconsin

Milwaukee ist der Hauptsitz von einigen Fortune 500-Unternehmen: Johnson Controls, Northwestern Mutual, Manpower Inc., Rockwell Automation, Harley-Davidson und bis 2014 auch Joy Global (heute Komatsu Mining). Andere Unternehmen mit Sitz in Milwaukee sind Briggs & Stratton, REV Group, Hal Leonard (der größte Notenverlag der Welt), WEC Energy Group und A. O. Smith (Hersteller von Wassererhitzern). Milwaukee hat auch eine große Anzahl von Finanzdienstleistungsunternehmen, insbesondere Investmentfonds, und eine Reihe von Verlags- und Druckunternehmen.
Dienstleistungen sind die am schnellsten wachsenden Segmente der Wirtschaft Milwaukees, Gesundheit und Pflege allein stellen 27 % der Arbeitsplätze in der Stadt.
Im Jahr 2009 wurden von der Zeitschrift Fortune fünf in Milwaukee ansässige Unternehmen als Marktführer in ihren Branchen ausgewählt (The world’s most-admired companies): zwei Unternehmen erreichten den zweiten Platz in ihrem Bereich, Manpower Inc. bei den Zeitarbeitsfirmen und Northwestern Mutual im Bereich Leben- und Krankenversicherung. Johnson Controls Inc., war an vierter Stelle bei den Kfz-Zulieferern platziert. Den fünften Platz belegten Fiserv Inc. im Bereich der Finanzdatendienste und Kohls Corp. im Bereich Einzelhandel.

## Verkehr
Etwa 10 km südlich der Stadt befindet sich der Milwaukee Mitchell International Airport. Die MCTS-Buslinien GreenLine und Route 80 verbinden das Passagierterminal mit dem Stadtzentrum von Milwaukee.
In Milwaukee verkehrt auf 2 Linien die kostenlos nutzbare Straßenbahn Milwaukee, auch The Hop genannt.